# Hörstel
Hörstel là một thị xã ở the huyện Steinfurt, bang North Rhine-Westphalia, Đức. Đô thị Hörstel có diện tích 107,32 km². Đô thị này nằm gần giao lộ của Mittellandkanal và kênh đào Dortmund-Ems, cự ly khoảng 10 km về phía đông Rheine.